# اندیس خونیک (۳)
خونیک(۳) یک اندیس فلزی است که در حوالی شهر کوه دوپشتی استان سیستان و بلوچستان قرار دارد و مادهٔ معدنی موجود در آن، منیزیت است.  